# Nadur torony
A  Nadur torony  (máltaiul:  Torri tan-Nadur ) kis őrtorony Máltán Binġemma Gapben, Rabat határán. Egyike azoknak az erődtornyoknak, amelyeket az 57. máltai nagymester építtetett a szigetek védelmi hálózatának részeként. A Nadur torony 1637-ben készült el, de a többi Lascaris-toronytól eltérően a szárazföld belsejében áll. „Közvetítő” állomásként működött a partmenti Lippija- és Għajn Tuffieħa tornyok és Mdina erődített városa között. A toronyból Málta szigetének nyugati részére nyílik kilátás, jó állapotban van.

## Története
A máltai lovagrend nagyszabású védelmi rendszeréhez Jean-Paul de Lascaris-Castellar nagymester összesen kilenc, közel azonos kialakítású kis tornyot építtetett, amelyekből hét Málta főszigetén, kettő pedig Gozón állt. A tornyok feladata az volt, hogy őrhelyként működjenek: riasszák a helyőrséget és figyelmeztető lövéseket adjanak le a közelgő ellenségre. A tornyokat egymástól látótávolságára helyezték el, hogy éjjel-nappal jelezhessenek egymásnak és a nagyobb erődöknek. Ezek sorában a Nadur torony az elsők között, 1637-ben készült el Binġemma Gapben, közel ahhoz, ahol a britek később a Victoria vonalakat építették. A többi Lascaris-toronytól eltérően a Nadur a szárazföld belsejében, egy stratégiai ponton áll és csak jeltovábbító feladata volt a tőle látótávolságban álló parti tornyok és Mdina között.
Külcsínre is eltér a többi toronytól: alaprajza négyzetes, 6x6 méter, vastag erődített falai enyhén befelé dűtöttek, lapostetős, de a Nadur torony egyszintes és belső tere két helyiségre tagolt. A tetőre a falakon belül létrán lehetett feljutni, amelyet később a tűzött vaslépcsők váltottak fel.
2008 szeptemberében a torony egyik oldalát vandálok rongálták meg, de a károkat pár nap múlva helyreállították.

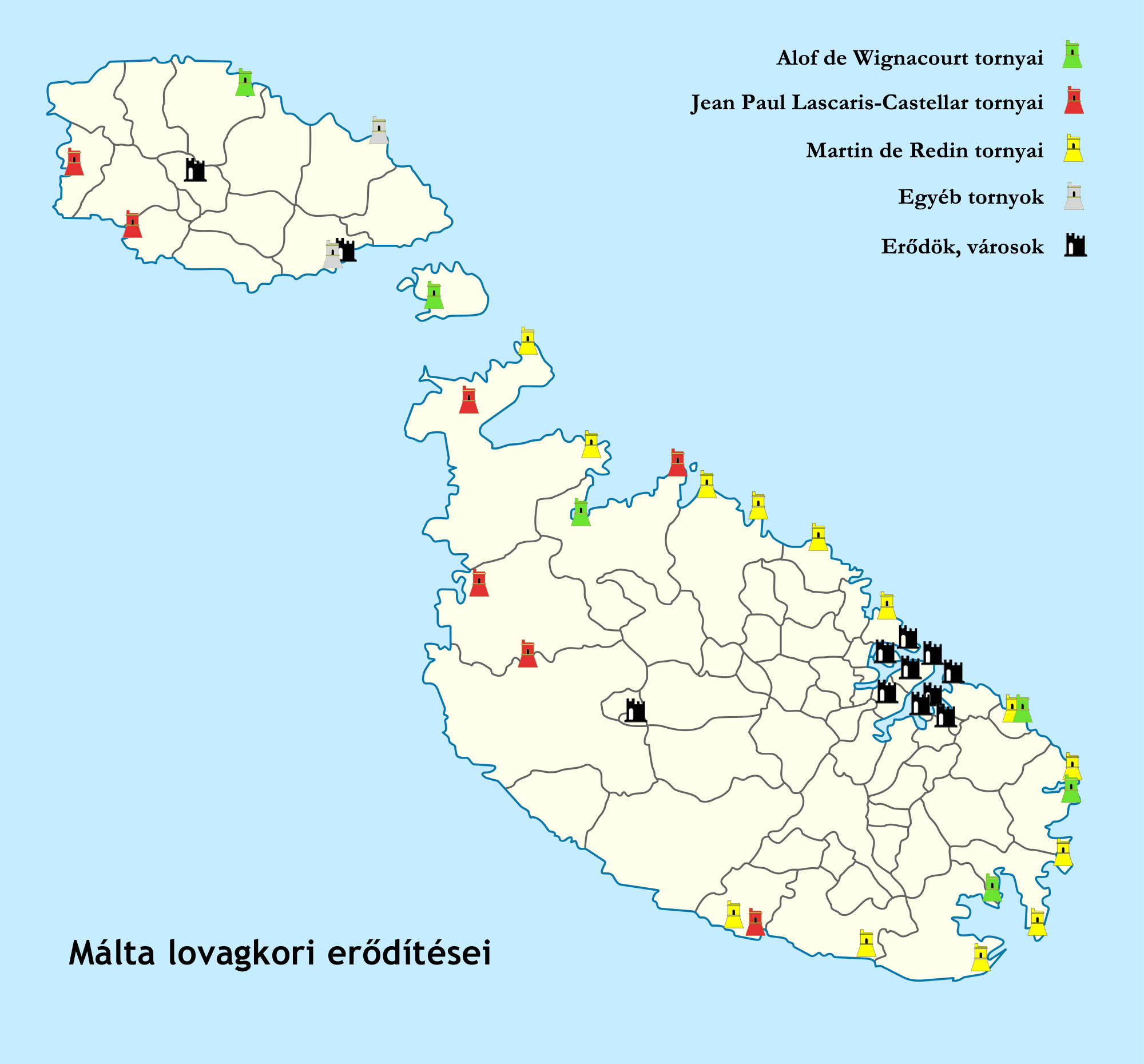
Málta 1530–1798 között épült partvédelmi rendszere
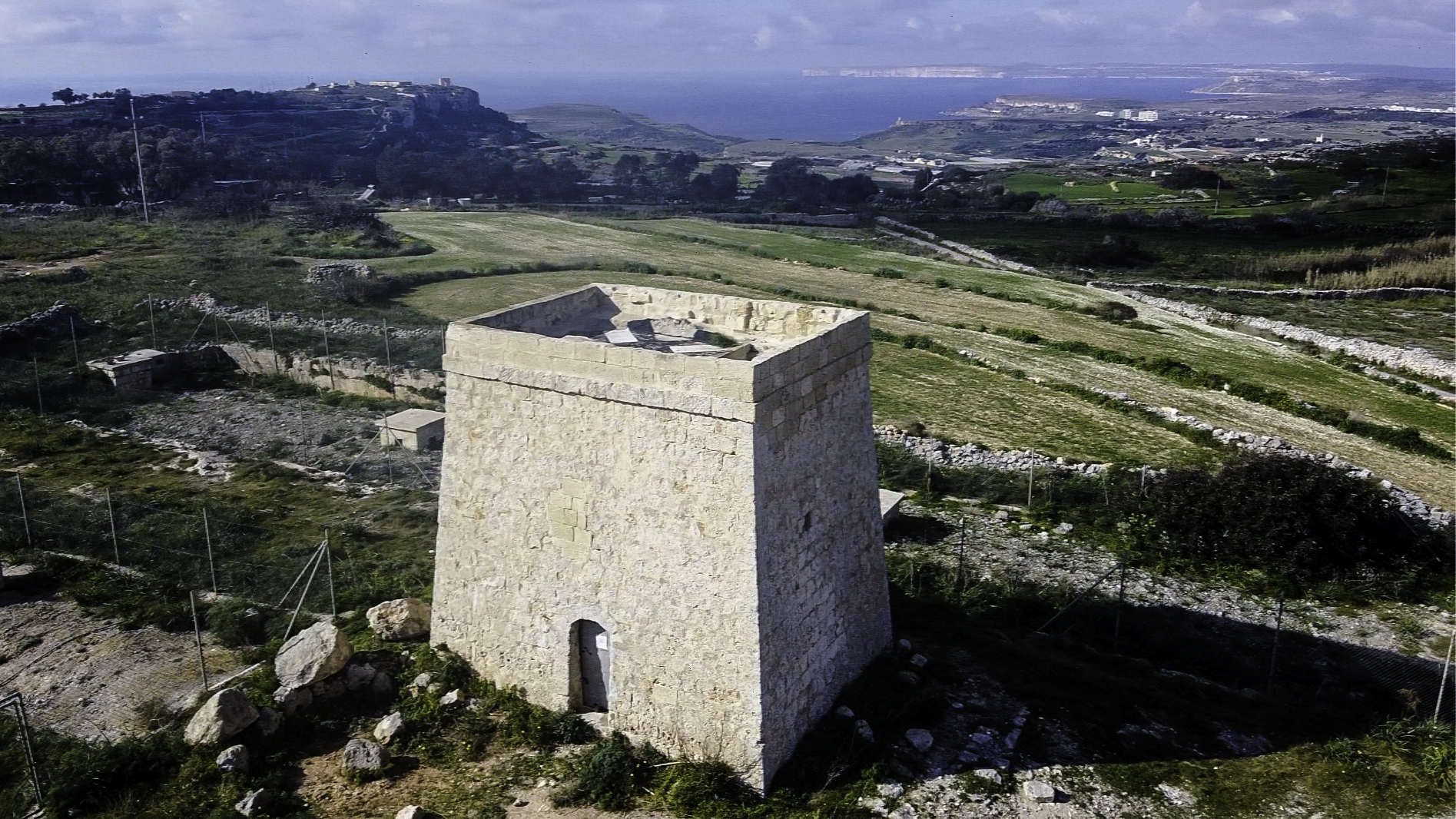
A zömök kis torony látképe

## Fordítás
Ez a szócikk részben vagy egészben  a   Nadur Tower című angol Wikipédia-szócikk fordításán alapul.  Az eredeti cikk szerkesztőit annak laptörténete sorolja fel. Ez a jelzés csupán a megfogalmazás eredetét és a szerzői jogokat jelzi, nem szolgál a cikkben szereplő információk forrásmegjelöléseként.

## Külső hivatkozások
- A máltai szigetek kulturális javainak nemzeti jegyzéke